# Kurt Becher
Kurt Andreas Ernst Becher (12 septembrie 1909 – 8 august 1995) a fost un comandant de rang mediu SS , numit în 1945 Comisar pentru toate lagărele de concentrare germane, și Șeful Departamentului Economic al SS în Ungaria în timpul ocupației germane în 1944. El este cunoscut mai ales pentru tranzacționarea vieților evreilor contra unor sume de bani, în timpul Holocaustului.

## În Ungaria
Becher a devenit principalul cumpărător de cai pentru SS și, potrivit mărturiei sale, a fost trimis în Ungaria în martie 1944, când Germania a invadat această țară, pentru a cumpăra 20.000 de cai. Arendt scrie că această poveste este puțin probabilă, pentru că, de îndată ce a ajuns în Budapesta, el a început să se angajeze într-o serie de negocieri cu mari oameni de afaceri evrei. Ce a făcut după sosirea sa în Budapesta, a arătat că obiectivul său a fost mai degrabă de a stoarce cât mai mulți bani de la evrei pentru Heinrich Himmler, șeful SS-ului.
Din 1944 până în 1945, Becher a colectat sume mari de bani, bijuterii și metale prețioase, în valoare de aproximativ 8,600,000 franci elvețieni, de la evreii unguri, cu o parte din care a călătorit cărând șase valize mari, în ceea ce a devenit cunoscut sub numele de "Becher Deposit". În ianuarie 1945, a fost numit de către Himmler Comisarul Special al Reichului pentru toate lagărele de concentrare . El a fost arestat în mai 1945 de către Aliați și închis la Nürnberg, dar nu a fost judecat ca un criminal de război; el a servit doar ca martor în timpul Procesului de la Nürnberg, ca urmare a unei declarații date în favoarea sa de către Rudolf Kasztner, un membru de frunte al Comitetului Evreiesc de Ajutor și Salvare din Ungaria. În declarație, Kasztner a afirmat: "Nu încape nici o îndoială că Becher aparține acelor foarte puțini lideri SS care au avut curajul să se opună programului de anihilare a evreilor și care a încercat să salveze vieți omenești... Kurt Becher a făcut tot ce i-a stat în putință pentru a salva oameni nevinovați de furia oarbă a liderilor naziști... Nu m-am îndoit nici un moment de bunele intenții ale lui Kurt Becher etc." Kasztner a fost în cele din urmă obiectul așa numitului  Proces Kasztner în care Curtea Districtuală din Ierusalim a conchis că a fost complice la crima nazistă de ucidere a 740.000 de evrei maghiari, și că "și-a vândut sufletul diavolului". Curtea a reținut că Kasztner a colaborat cu naziștii, contribuind la exterminarea evreilor din Ungaria, și salvând pe criminalul de război Kurt Becher. Kasztner a fost asasinat de un grup de trei tineri fanatici în Israel în martie 1957 în urma acestei decizii a Curții. Curtea Supremă din Israel a anulat hotărârea împotriva lui Kasztner în 1958, cu excepția învinuirii de salvare a lui Kurt Becher. După ce a dovedit, pe 35 de pagini, că Becher a fost un criminal de război, Curtea a hotărât că declarația lui Kasztner a fost sperjură, întrucât acesta știa despre faptele săvârșite de Kurt Becher în timpul războiului.
 Istoricul Yehuda Bauer scrie că se știe că Kurt Becher a avut cantități mari de valori în posesie provenite de la Comitetul Evreiesc de Ajutor și salvare și din proprietățile confiscate în Ungaria.

## Activitatea după război
După război, Becher a devenit un om de afaceri prosper în Bremen. A fost președinte a mai multor corporații, inclusiv al Köln Handel Gesellschaft, care avea întinse afaceri cu guvernul Israelului.
A murit foarte bogat.

## Articole conexe
- Joel Brand
- Rudolf Kastner
- Kastner tren
- Ajutor și Comitetul de Salvare
- Chaim Michael Dov Weissmandl
- Rudolf Vrba
- Alfred Wetzler
- Adolf Eichmann
- Istoria Evreilor din Ungaria
- Tabăra de concentrare de la Auschwitz
- Holocaustul
- Ein Lied von Liebe und Tod

## Distincții
- Crucea Germană din aur la 15 ianuarie 1943 pe când era căpitan SS[10]

## A se citi de asemenea
- Hilberg, Raul. The Destruction of the European Jews, first published in 1961, this edition Yale University Press, 2003. ISBN: 0-300-09557-0

## Link-uri externe
- Foto Kurt Becher